# Molí d'en Miró
El Molí d'en Miró és una obra de Boadella i les Escaules (Alt Empordà) inclosa a l'Inventari del Patrimoni Arquitectònic de Catalunya. Situat a llevant del nucli urbà del veïnat de les Escaules, integrat al municipi de Boadella. Ubicat al peu de la carretera GIV-5041i a tocar el curs del riu la Muga.

## Descripció
Edifici aïllat de planta rectangular format per tres cossos adossats, amb les cobertes de teula d'una i dues vessants i distribuït en planta baixa i pis, o bé dos pisos. En general, les obertures de la construcció són rectangulars i amb els emmarcaments arrebossats. Destaca, de la façana de migdia, un arc de mig punt bastit amb maons i actualment tapiat. La construcció conserva part de l'estructura de l'antic molí, amb voltes d'arc rebaixat i de mig punt bastides en pedra i maó. A escassa distància de la construcció, dins del curs del riu, hi ha la resclosa.
La construcció, actualment en rehabilitació, presenta els paraments arrebossats i pintats.

## Història
Com a conseqüència dels efectes que va provocar la fil·loxera a les vinyes de la comarca a finals del segle xix, des d'aquest moment fins a l'actualitat, la fabricació de ciment ha estat una de les activitats econòmiques més importants al municipi de les Escaules, proveint de pedra i ciment a tota la província de Girona i també a França.
Es té constància de l'existència d'aquest molí de ciment l'any 1894, ja que l'empresari Jaume Riera Bofill va demanar permís per a construir ponts o passos al riu Muga, al llarg del camí que connectava les Escaules i Ponts de Molins. El motiu principal era millorar les vies de comunicació per a la fabrica de ciment anomenada el Molí d'en Miró.